# Бондар Богдан Павлович
Богда́н Па́влович Бо́ндар — полковник Збройних сил України, учасник російсько-української війни.

## Бойовий шлях
На фронт просився навіть солдатом. У жовтні-листопаді 2014-го керував зведеним загоном Повітряних Сил Збройних Сил України «Дика качка», котрий прикривав від наступу російсько-терористичних сил північну частину Донецького аеропорту, перша ротація тривала 44 дні.
27 вересня у складі загону прибули на фронт, зупинилися в Тоненькому. 29 вересня потрапили під перший обстріл із «Градів», було знищено 4 автомобілі. З огляду на польські куртки бійців загону терористи почали поширювати чутки, що з ними воюють польські найманці. 30 вересня зайшли на пункт «Зеніт».
На повернення з фронту чекали старший лейтенант Анжеліка Бондар, син Павло та донька Катерина. За мирного часу проживає у місті Вінниця.

## Нагороди
За особисту мужність і героїзм, виявлені у захисті державного суверенітету та територіальної цілісності України, вірність військовій присязі під час російсько-української війни
- нагороджений орденом Данила Галицького (22.1.2015).